# Trichura leopoldensis
Trichura leopoldensis là một loài bướm đêm thuộc phân họ Arctiinae, họ Erebidae.